# Zographus hieroglyphicus
Zographus hieroglyphicus es una especie de escarabajo longicornio del género Zographus, tribu Sternotomini, subfamilia Lamiinae. Fue descrita científicamente por Gerstaecker en 1855.

## Descripción
Mide 16-23 milímetros de longitud.

## Distribución
Se distribuye por Kenia, Malaui, Mozambique y Tanzania.